# 博伊德 (明尼蘇達州)
博伊德（英語：Boyd）是一個位於美國明尼蘇達州拉基帕爾縣的城市。

## 歷史
博伊德於1884年成立，同年設立營運至今的郵局。1893年升格為城市。

## 人口
根據2020年美國人口普查的數據，博伊德的面積為1.32平方千米，皆為陸地。當地共有人口141人，而人口密度為每平方千米107人。